# Ерік Лакруа
Ерік Лакруа (фр. Eric Lacroix, нар. 15 липня 1971, Монреаль) — канадський хокеїст, що грав на позиції крайнього нападника. 
Провів понад 500 матчів у Національній хокейній лізі. 

## Ігрова кар'єра
Хокейну кар'єру розпочав 1990 року.
1990 року був обраний на драфті НХЛ під 136-м загальним номером командою «Торонто Мейпл-Ліфс». 
Протягом професійної клубної ігрової кар'єри, що тривала 10 років, захищав кольори команд «Торонто Мейпл-Ліфс», «Лос-Анджелес Кінгс», «Колорадо Аваланч», «Нью-Йорк Рейнджерс» та «Оттава Сенаторс».
Загалом провів 502 матчі в НХЛ, включаючи 30 ігор плей-оф Кубка Стенлі.

## Тренерська кар'єра
По завершенні кар'єри хокеїсти повернувся до клубу «Аваланч», де був одним із тренерів та відеоасистентом протягом чотирьох сезонів. Згодом тренував клуб з Аризони в Центральній хокейній лізі.
У сезоні 2008/09 був одним із скаутів клубу НХЛ Фінікс Койотс.
3 червня 2009 обраний віце-президентом «Колорадо Аваланч» і перебував на посаді до сезону 2012/13 років.

## Статистика
| Сезон        | Клуб                          | Ліга         | Регулярний сезон | Регулярний сезон | Регулярний сезон | Регулярний сезон | Регулярний сезон | Плей-оф | Плей-оф | Плей-оф | Плей-оф | Плей-оф |
| Сезон        | Клуб                          | Ліга         | І                | Г                | П                | О                | ШХ               | І       | Г       | П       | О       | ШХ      |
| ------------ | ----------------------------- | ------------ | ---------------- | ---------------- | ---------------- | ---------------- | ---------------- | ------- | ------- | ------- | ------- | ------- |
| 1990–91      | Університет Святого Лаврентія | НКАА         | 30               | 12               | 7                | 19               | 35               | —       | —       | —       | —       | —       |
| 1991–92      | Університет Святого Лаврентія | НКАА         | 34               | 11               | 21               | 32               | 40               | —       | —       | —       | —       | —       |
| 1992–93      | «Сент-Джонс Мейпл-Ліфс»       | АХЛ          | 76               | 15               | 19               | 34               | 59               | 9       | 5       | 3       | 8       | 4       |
| 1993–94      | «Сент-Джонс Мейпл-Ліфс»       | АХЛ          | 59               | 17               | 22               | 39               | 69               | 11      | 5       | 3       | 8       | 6       |
| 1993–94      | «Торонто Мейпл-Ліфс»          | НХЛ          | 3                | 0                | 0                | 0                | 2                | 2       | 0       | 0       | 0       | 0       |
| 1994–95      | «Сент-Джонс Мейпл-Ліфс»       | АХЛ          | 1                | 0                | 0                | 0                | 2                | —       | —       | —       | —       | —       |
| 1994–95      | «Фінікс Роудраннерс»          | ІХЛ          | 25               | 7                | 1                | 8                | 31               | —       | —       | —       | —       | —       |
| 1994–95      | «Лос-Анджелес Кінгс»          | НХЛ          | 45               | 9                | 7                | 16               | 54               | —       | —       | —       | —       | —       |
| 1995–96      | «Лос-Анджелес Кінгс»          | НХЛ          | 72               | 16               | 16               | 32               | 110              | —       | —       | —       | —       | —       |
| 1996–97      | «Колорадо Аваланч»            | НХЛ          | 81               | 18               | 18               | 36               | 26               | 17      | 1       | 4       | 5       | 19      |
| 1997–98      | «Колорадо Аваланч»            | НХЛ          | 82               | 16               | 15               | 31               | 84               | 7       | 0       | 0       | 0       | 6       |
| 1998–99      | «Колорадо Аваланч»            | НХЛ          | 7                | 0                | 0                | 0                | 2                | —       | —       | —       | —       | —       |
| 1998–99      | «Лос-Анджелес Кінгс»          | НХЛ          | 27               | 0                | 1                | 1                | 12               | —       | —       | —       | —       | —       |
| 1998–99      | «Нью-Йорк Рейнджерс»          | НХЛ          | 30               | 2                | 1                | 3                | 4                | —       | —       | —       | —       | —       |
| 1999–00      | «Нью-Йорк Рейнджерс»          | НХЛ          | 70               | 4                | 8                | 12               | 24               | —       | —       | —       | —       | —       |
| 2000–01      | «Нью-Йорк Рейнджерс»          | НХЛ          | 46               | 2                | 3                | 5                | 39               | —       | —       | —       | —       | —       |
| 2000–01      | «Оттава Сенаторс»             | НХЛ          | 9                | 0                | 1                | 1                | 4                | 4       | 0       | 1       | 1       | 0       |
| Усього в НХЛ | Усього в НХЛ                  | Усього в НХЛ | 472              | 67               | 70               | 137              | 361              | 30      | 1       | 5       | 6       | 25      |